# San Bernardo del Viento (kommun)
San Bernardo del Viento är en kommun i Colombia.   Den ligger i departementet Córdoba, i den nordvästra delen av landet, 600 km norr om huvudstaden Bogotá. Antalet invånare är 31 405.